# Atriplex cordulata
Atriplex cordulata är en amarantväxtart som beskrevs av Jeps.. Atriplex cordulata ingår i släktet fetmållor, och familjen amarantväxter. Inga underarter finns listade i Catalogue of Life.